# Eleições legislativas regionais nos Açores em 2000
As eleições legislativas regionais nos Açores em 2000, também designadas eleições para a Assembleia Legislativa da Região Autónoma dos Açores, realizaram-se a 15 de outubro e delas resultou a vitória do Partido Socialista (PS), liderado por Carlos César.
A campanha eleitoral para as legislativas regionais nos Açores decorreu de 1 de outubro a 13 de outubro.
A abstenção foi de 46,70%, ou seja, dos 188 543 eleitores recenseados votaram 100 484.

## Partidos
Os partidos e coligações que concorreram às eleições para a Assembleia Legislativa da Região Autónoma dos Açores em 2000 foram os seguintes:
| Sigla | Sigla   | Partido/Coligação                       |
| ----- | ------- | --------------------------------------- |
|       | B.E.    | Bloco de Esquerda                       |
|       | CDS–PP  | Partido Popular                         |
|       | PCP–PEV | CDU – Coligação Democrática Unitária    |
|       | PPM–PDA | CDA – Convergência Democrática Açoriana |
|       | PPD/PSD | Partido Social Democrata                |
|       | PS      | Partido Socialista                      |

## Resultados
Resultados regionais apurados pela Comissão Nacional de Eleições.

Deputados eleitos e partido mais votado por círculo eleitoral.

| Partido | Partido         | Candidato                           | Votos   | Votos (%) | Votos (±) | Assentos | Assentos (%) | Assentos (±) |
| --- | --------------- | ----------------------------------- | ------- | --------- | --------- | -------- | ------------ | ------------ |
| | PS              | Carlos Manuel Martins do Vale César | 49 438  | 49,2%     | +3,38%    | 30       | 57,69%       | +6           |
| | PPD/PSD         | -                                   | 32 642  | 32,48%    | −8,52%    | 18       | 34,62%       | −6           |
| | CDS–PP          | -                                   | 9 605   | 9,56%     | +2,19%    | 2        | 3,85%        | −1           |
| | PCP–PEV(a)      | -                                   | 4 856   | 4,83%     | +1,35%    | 2        | 3,85%        | +1           |
| | B.E.            | -                                   | 1 387   | 1,38%     | −1,41%    | 0        | 0%           | 0            |
| | PPM–PDA(b)      | -                                   | 799     | 0,8%      | +0,45%    | 0        | 0%           | 0            |
| Totais | Totais          | Totais                              | 98 727  |           |           | 52       |              |              |
| Votos em Branco | Votos em Branco | Votos em Branco                     | 895     | 0,89%     | +0,27%    |          |              |              |
| Votos Nulos | Votos Nulos     | Votos Nulos                         | 862     | 0,86%     | +0,31%    |          |              |              |
| Participação | Participação    | Participação                        | 100 484 | 53,30%    | −5,87%    |          |              |              |
| ↑(a) PCP e PEV concorreram em coligação. ↑(b) PPM e PDA concorreram na coligação CDA – Convergência Democrática Açoriana. |                 |                                     |         |           |           |          |              |              |
| Fonte: Comissão Nacional de Eleições                                                                                      |                 |                                     |         |           |           |          |              |              |